# Estudis amerindis
Els estudis amerindis (també coneguts com a estudis nadius americans, indígenes americans, aborígens o primeres nacions) és un camp acadèmic interdisciplinari que examina la història, la cultura, la política, els problemes i l'experiència contemporània del pobles nadius d'Amèrica del Nord, o, prenent un enfocament hemisfèric, les Amèriques. Cada vegada més el debat s'ha centrat en les diferències més que les similituds entre altres disciplines d'estudis ètnics com els estudis afroamericans, Estudis asiamericans i estudis latinos. En particular, la sobirania política de moltes nacions indígenes marca diferències substancials en l'experiència històrica de la d'altres grups racials i ètnics als Estats Units i Canadà. A partir de nombroses disciplines com ara l'antropologia, la sociologia, la història, la literatura, ciència política i estudis de gènere, els estudiosos d'estudis amerindis consideren una varietat de perspectives i empren diverses eines analítiques i metodològiques en el seu treball.
Dos conceptes clau formen els estudis amerindis, segons l'acadèmica lakota Crow Creek Elizabeth Cook-Lynn, indigenitat (com és definida en cultura, geografia, i filosofia) i sobirania (com és definida legalment i històricament). Els seus practicants advoquen per la descolonització dels pobles indígenes, autonomia política, i l'establiment d'una disciplina dedicada a alleujar els problemes actuals que enfronten els pobles indígenes.

## Història
L'experiència històrica dels amerindis està marcada pels intents intents forçats i a vegades volguts d'assimilació en la cultura americana dominant europea (americanització). Començant amb els missioners i continuant amb les escoles controlades pel govern federal, l'objectiu era educar els indis americans perquè poguessin tornar a les seves comunitats i facilitar el procés d'assimilació. Com cita David Beck en el seu article "American Indian Higher Education before 1974: From Colonization to Self-Determination," les escoles eren usades com a eina per l'assimilació. El seu objectiu principal no era intel·lectual, sinó donar formació per a ocupacions industrials o treballs domèstics.
El moviment pels drets civils dels anys 1950 i 1960 impugnà els mètodes convencionals d'adoctrinament assimilacionista i la substància del que s'ensenyava a les escoles K-12 i a les universitats arreu dels Estats Units. Els estudiants amerindis, juntament amb els professors simpatitzants, van ajudar en la creació de nous programes amb nous objectius. En lloc d'estar centrat en els indis que tornaven a les seves comunitats per educar al llarg de les línies d'assimilació, hi va haver un moviment per educar el reforçament. Els programes que van fer abast comunitari i es van centrar en la retenció dels estudiants en els campus van sortir d'aquest moviment. D'altra banda, els programes a les escoles van crear una nova interpretació de la història, sociologia i política dels amerindis.
Durant la Primera Convenció d'Acadèmics d'Estudis Amerindis en març de 1970 a la Universitat de Princeton, els acadèmics indígenes van elaborar un pla per desenvolupar "Estudis Amerindis com a Disciplina Acadèmica, que defensaria el control indígena de les seves terres i els drets indígenes i en última instància reformar la política ameríndia dels Estats Units. Aquesta disciplina seria informada pel coneixement tradicional indígena, especialment la història oral, i podria "defensar la nació indígena a Amèrica."
En oposició directa a l'antropologia occidental, la base de coneixement dels estudis amerindis és endogen, o que surt de dins de les comunitats indígenes. Els desenvolupadors d'estudis amerindis descarten àmpliament la noció d'objectivitat científica, perquè els prejudicis culturals occidentals han informat històricament l'antropologia i altres disciplines.

## Notables estudiosos d'estudis amerindis
- Taiaiake Alfred (Kanien'kehaka/Kahnawake Mohawk)
- Paula Gunn Allen (Pueblo Laguna-Sioux)
- Greg Cajete (Pueblo Santa Clara)
- Dean Chavers (Lumbee)
- Allison Adelle Hedge Coke (Huron-Muscogee Creek-Cherokee)
- Elizabeth Cook-Lynn (Crow Creek Sioux)
- Vine Deloria Jr. (Standing Rock Sioux)
- Philip Deloria (Standing Rock Sioux)
- Raymond J. DeMallie
- Jack D. Forbes (powhatan-renape-lenape)
- Daniel Heath Justice (nació Cherokee)
- Trudie Lamb-Richmond (Schaghticoke)
- Stacy Leeds (Nació Cherokee)
- Devon Abbot Mihesuah (Choctaws)
- Simon J. Ortiz (Acoma)
- Luana Ross (Tribus Confederades Salish i Kootenai)
- Greg Sarris (Indis federats de la ranxeria Graton)
- James Thomas Stevens (Mohawk)
- Charlene Teters (Spokane)
- Gerald Vizenor (White Earth Anishinaabe)
- Robert A. Williams, Jr. (Lumbee)
- Craig Womack (Muskogee Nation)
- Alfred Young Man (Cree)

### Publicacions acadèmiques
- American Indian Quarterly
- American Indian Culture and Research Journal
- Canadian Journal of Native Studies
- European Review of Native American Studies
- Native Studies Review
- Studies in American Indian Literatures (SAIL).
- Wíčazo Ša Review

### Publicacions
- Journal of Indigenous Studies
- AlterNative: An International Journal of Indigenous Peoples
- American Indian Quarterly
- Indigenous Law Centre
- Journal of Aboriginal Health